# Normand Latourelle
Normand Latourelle (1955-) est un créateur et producteur de spectacle québécois. Il est le fondateur de Cavalia Inc.
Il a surtout fait sa marque dans le domaine des événements et des spectacles à grand déploiement.
Il est le créateur et directeur artistique des spectacles Cavalia et Odysséo.

## Honneurs
- 2007 - Chevalier de l'Ordre national du Québec[1]